# Sjablenska Tuzla
Sjablenska Tuzla (bulgariska: Шабленска Тузла) är en lagun i Bulgarien.   Den ligger i regionen Dobritj, i den östra delen av landet, 400 km öster om huvudstaden Sofia. Sjablenska Tuzla ligger 13 meter över havet.